# 达廖·科洛尼亚
达廖·科洛尼亚（Dario Cologna，1986年3月11日—）是来自瑞士格勞賓登州修道院谷市镇圣马利亚村的一名男子越野滑雪运动员。
他在2010年温哥华奥运会的15公里自由式比赛中排在第一位，为瑞士获得了第一枚越野滑雪奥运会金牌。他也是2008—09年和2010—11年世界杯巡回赛的总冠军以及2009年和2011年滑雪巡回赛冠军。
在2014年索契奥运会奪下了15公里古典式比赛的金牌，并且成为30公里双式项目比赛的冠军。2018年平昌奧運會則獲得15公里自由式比賽冠軍。

## 官方网站
- （德文）（英文）官方网站 （页面存档备份，存于）
- 達廖·科洛尼亞在國際滑雪總會